# پارکر (کلرادو)
پارکر (به انگلیسی: Parker) شهری در ایالت کلرادو کشور ایالات متحده آمریکا است که جمعیت آن در سرشماری سال ۲۰۱۰ میلادی، ۴۵٬۲۹۷ نفر بوده‌است.